# JOIDES Basin
Koordinaten: 74° 30′ S, 174° 0′ O
Das JOIDES Basin ist ein Seebecken mit nordöstlicher Ausdehnung im antarktischen Rossmeer nördlich des Ross-Schelfeises und westlich des Viktorialands.
Namensgeber der vom Advisory Committee on Undersea Features (ACUF) im Juni 1988 anerkannten Benennung ist das Akronym des Forschungsprogramms Joint Oceanographic Institutions for Deep Earth Sampling (frei übersetzt Vereinigte Ozeanographische Institute zur Tiefbohrung), an dem die Vereinigten Staaten, Großbritannien, Deutschland, Frankreich, Japan und Kanada beteiligt sind.